# Leo Adler
Leo Adler (ur. 19 stycznia 1897 w Wels, zm. 21 lutego 1987 w Ried im Traunkreis) – austriacki malarz i grafik.

## Życiorys
Ukończył szkołę zawodowa (niem. Staatsgewerbeschule) w czeskim Aszu. Walczył w I wojnie światowej. W latach 1919–1924 studiował w Akademii Sztuk Pięknych w Wiedniu. W 1928 roku zamieszkał w Linzu. W latach 30. XX wieku podróżował do Włoch i na Istrię. Podczas II wojny światowej pracował jako malarz wojenny we Francji, Hiszpanii i Serbii. W latach 1945–1951 mieszkał w Micheldorfie, później ponownie w Linzu.

## Twórczość
W swojej twórczości Adler podejmował tematy architektury, przemysłu, techniki i pracy.  
Jego oleje na płótnie obejmują m.in.: 
- „Budowa mostu Steyregger” (niem. Bau der Steyregger Brücke), 1927
- „Późna zima” (niem. Spätwinter), 1929
- pięć obrazów elektrowni wodnej Ybbs-Persenbeug

Obiekty przemysłowe malował również na zlecenie ich właścicieli, m.in. trzy monumentalne prace dla huty stali w Witkowicach (niem. Wittkowitzer Eisenwerke) czy obrazy dla zakładów metalurgicznych „Poldihütte” w Kladnie. 

## Nagrody
- 1932 – nagroda miasta Wiednia[1]
- 1934 – austriacka nagroda państwowa[1]
- 1936 – austriacka nagroda państwowa[1]